# 669588 Pazura
669588 Pazura este o planetă minoră (asteroid) din centura de asteroizi. A fost descoperită pe 4 ianuarie 2013 la  de . 
Obiectul prezintă o orbită caracterizată de o semiaxă mare de 3,1083027467844 UAi, o excentricitate de 0,16483775949643, o înclinație de 27,10017924182 ° în raport cu ecliptica.